# Oebalia rossica
Oebalia rossica är en tvåvingeart som beskrevs av Boris Borisovitsch Rohdendorf 1963. Oebalia rossica ingår i släktet Oebalia och familjen köttflugor. Inga underarter finns listade i Catalogue of Life.